# Yámpil (Sumy)
Yámpil (en ucraniano: Ямпіль; en ruso: Ямполь, romanizado: Yámpol) es un pueblo ucraniano perteneciente al óblast de Sumy. Situado en el norte del país, es parte del raión de Shostka y centro del municipio (hromada) homónimo.

## Geografía
Yámpil se encuentra en el río Ptushok, 19 km al suroeste de Jútir-Mijáilivki y 28 km al suroeste de Shostka.

## Historia
El lugar fue fundado en el siglo XVII y en aquel momento pertenecía al voivodato de Chernígov de la República de las Dos Naciones. En 1667 pasó a formar parte del Zarato ruso mediante el tratado de Andrúsovo.
El pueblo sufrió un incendio en el verano de 1892, que provocó la destrucción de la plaza del mercado, un gran número de casas y almacenes.  
En 1923, Yámpil era una aldea en el uyezd de Nóvgorod-Síverski, luego se trasladó a Jlújiv y luego al de Konotop. El 15 de octubre de 1932 pasó a formar parte del recién formado óblast de Chernígov de la República Socialista Soviética de Ucrania. El 10 de enero de 1939, Shalígine fue transferido al óblast de Sumy.
Durante la Segunda Guerra Mundial, Yámpil fue ocupado por las tropas del Eje desde septiembre de 1941 hasta el 3 de septiembre de 1943.
Yámpil recibió el estatus de asentamiento de tipo urbano desde 1956.El 8 de diciembre de 1966 se convirtió en el centro administrativo del raión de Yámpil.
Hasta el 18 de julio de 2020, Yámpil fue centro del raión de Yámpil. El raión se abolió en julio de 2020 como parte de la reforma administrativa de Ucrania, que redujo el número de raiones del óblast de Sumy a cuatro. El área del raión de Yámpil se fusionó con el raión de Shostka.En 2023, Yámpil perdió el estatus de asentamiento de tipo urbano en la legislación ucraniana debido a la eliminación de este estatus administrativo.
En la invasión rusa de Ucrania, Yámpil ha sido atacada en numerosas ocasiones, sobretodo en los meses de agosto y septiembre de 2024.

## Demografía
La evolución de la población de Yámpil entre 1859 y 2022 fue la siguiente:
| 3327                                                          | 3071 | 4534 | 4881 | 4875 | 5127 | 5887 | 5178 | 4695 | 4697 | 4433 | 4324 |
| (Fuente: Cities & Towns of Ukraine y UKRAINE: Größere Städte) |      |      |      |      |      |      |      |      |      |      |      |

Según el censo de 2001, la lengua materna de la mayoría de los habitantes, el 86,54%, es el ruso; del 13,19% es el ucraniano.

## Infraestructura

### Arquitectura, monumentos y lugares de interés
El pueblo cuenta con la iglesia de la Trasfiguración, construida en 1882-1892

### Transporte
El asentamiento tiene acceso por carretera a Shostka y a Jlújiv. La estación de tren de Ivotka está en la línea ferroviaria que une Konotop con la estación de tren de Zernove en Serédina-Buda. Hay tráfico local de pasajeros. 

## Personas importantes
- Alexander Bogomazov (1880-1930): pintor ucraniano y teórico vanguardista en el Imperio ruso y Unión Soviética.

## Galería

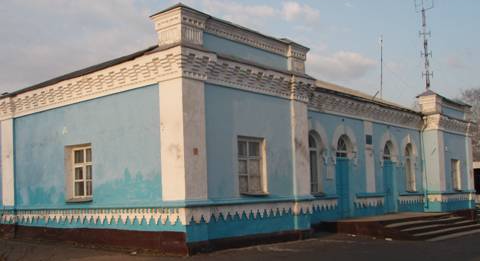
Ayuntamiento de Yámpil
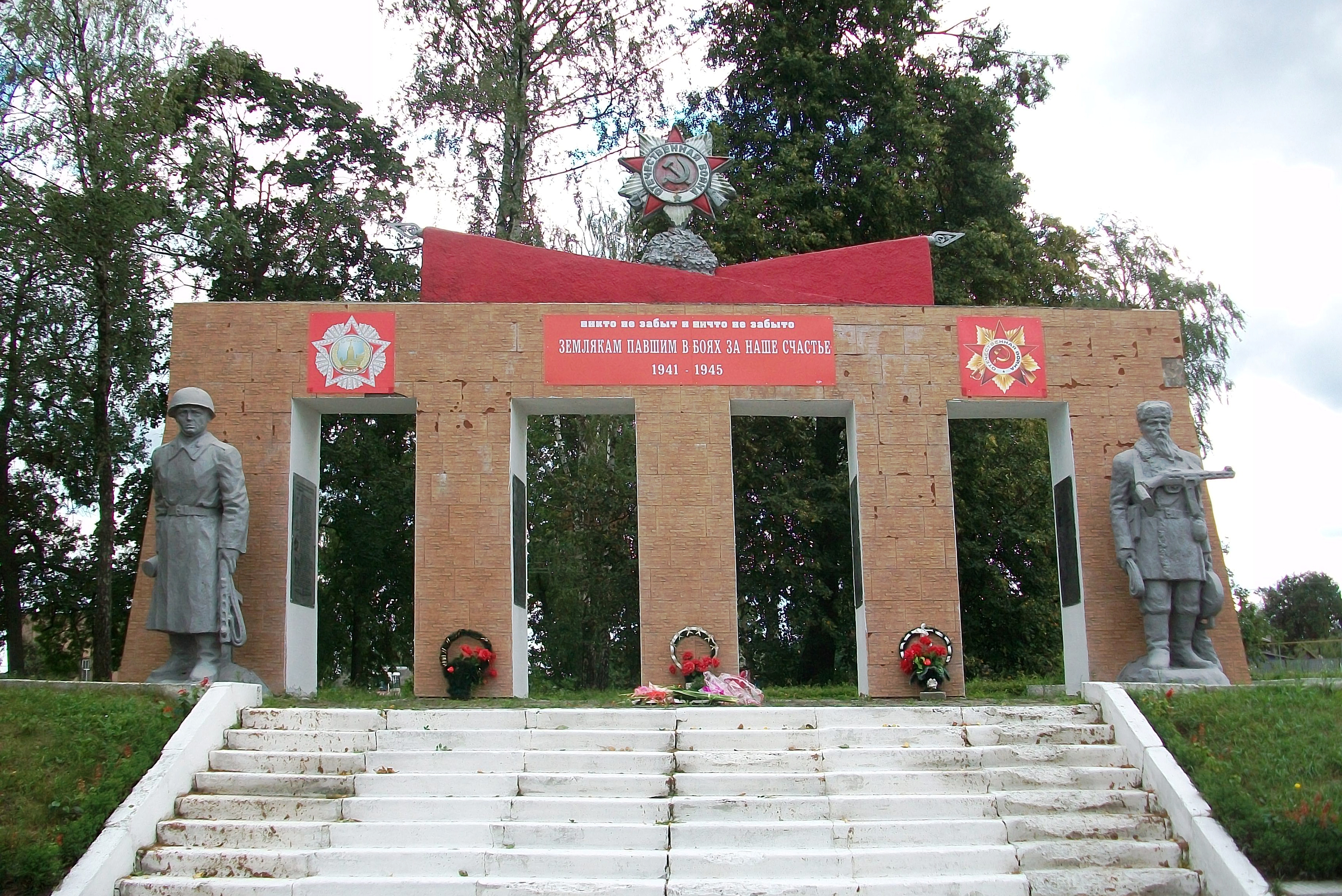
Monumento soviético de la Segunda Guerra Mundial
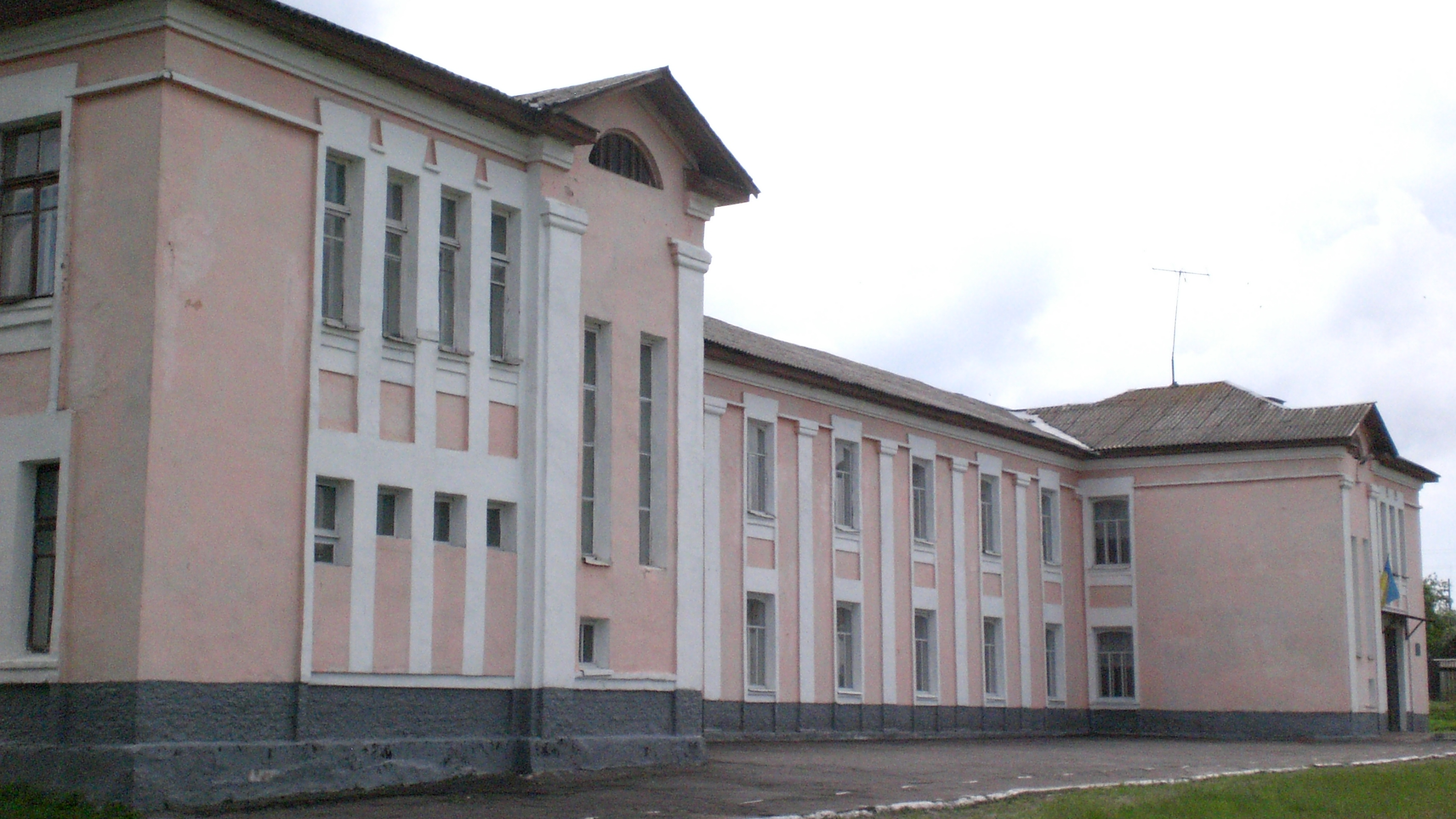
Colegio local
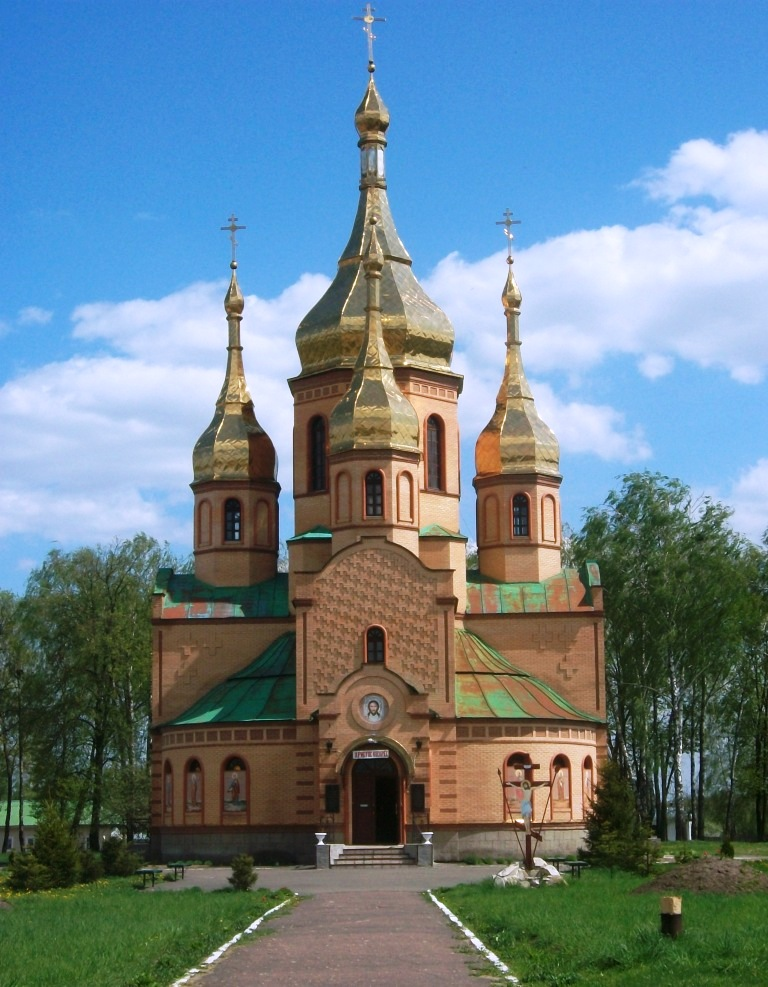
Iglesia de la Transfiguración